# Oenanthe montis-khortiati
Oenanthe montis-khortiati är en flockblommig växtart som beskrevs av Adriano Soldano. Oenanthe montis-khortiati ingår i släktet stäkror, och familjen flockblommiga växter. Inga underarter finns listade i Catalogue of Life.